# جان وینینگ
جان ام. وینینگ (به انگلیسی: John M. Vining) سناتور سابق عضو حزب فدرالیست (آمریکا) بود. وی در سال ۱۷۹۳ تا ۱۷۹۸ میلادی سناتور ایالت دلاویر در سنای ایالات متحده آمریکا بود.